# Dieter Augustin
Dieter Augustin (* 20. Februar 1934 in Glatz, Landkreis Glatz, Provinz Niederschlesien; † 15. Juli 1989 in München) war ein deutscher Schauspieler, der vor allem als Komiker in der ARD-Comedyserie Klimbim bekannt wurde.

## Leben
Nach der Mittleren Reife machte Augustin zunächst in Erlangen eine kaufmännische Lehre. Anschließend absolvierte er eine Ausbildung an der Film- und Fernseh-Hochschule in München. Er spielte an Bühnen in München, Detmold sowie zahlreichen Tourneetheatern.
1966 gab er sein Debüt als Filmschauspieler in einem Kurzfilm von Marran Gosov, unter dessen Regie er noch einige weitere Male spielte. Augustin wirkte in zahlreichen leichten Komödien wie Engelchen oder Die Jungfrau von Bamberg (mit Gila von Weitershausen) und Helgalein (an der Seite von Anita Kupsch) mit, wobei er oft steife und unbeholfene Charaktere verkörperte. 
Einem breiten Publikum wurde er 1973 als Komiker in der Comedy-Reihe Klimbim bekannt. In der ersten Staffel von Michael Pfleghars Unterhaltungsserie agierte Augustin in verschiedenen Sketchen und Verkleidungen sowie als Vater der „Klimbim-Familie“. Nach einem Jahr verließ Augustin die Produktion.
In den Folgejahren spielte er in Alfred Vohrers Adaption von Erich Kästners Drei Männer im Schnee, in Werner Herzogs Woyzeck-Adaption (mit Klaus Kinski in der Titelrolle), in der Gottschalk-Komödie Zärtliche Chaoten und gab Gastauftritte in zahlreichen Fernsehserien wie Der Kommissar, Polizeiinspektion 1, Die schnelle Gerdi und Claude Chabrols Histoires Insolites.
Seine letzte Ruhestätte ist in Erlangen.

## Filmografie (Auswahl)
- 1966: Power Slide (Kurzfilm)
- 1968: Engelchen oder Die Jungfrau von Bamberg
- 1968: Zuckerbrot und Peitsche
- 1968: Carrera – Das Geheimnis der blonden Katze (El magnifico Tony Carrera)
- 1969: Engelchen macht weiter – hoppe, hoppe Reiter
- 1969: Der Kerl liebt mich – und das soll ich glauben?
- 1969: Köpfchen in das Wasser, Schwänzchen in die Höh’
- 1969: Helgalein
- 1970: Beiß mich Liebling!
- 1972: Hoopers letzte Jagd
- 1972: Jan Billbusch (Mehrteiler von Rainer Erler)
- 1972: Wonnekloß
- 1973–1974: Klimbim
- 1973: Okay S.I.R. – Der letzte Schrei (TV-Serie)
- 1974: Der Kommissar: Folge 77: Ohne auf Wiedersehen zu sagen
- 1974: Drei Männer im Schnee
- 1975: Umarmungen und andere Sachen
- 1978: PS – Geschichten ums Auto (Fernsehserie, Folge 11)
- 1979: Woyzeck
- 1980: Car-napping – bestellt – geklaut – geliefert
- 1980: Jägerschlacht
- 1981: Sooch halt wos (TV-Film) (Regie Heinz Lindner)
- 1982: Bekenntnisse des Hochstaplers Felix Krull
- 1983: Eisenhans
- 1984: Die Libelle (The Little Drummer Girl)
- 1986: Der Flieger
- 1987: Hans im Glück
- 1989: Himmelsheim
- 1989: Fabrik der Offiziere (vierteiliger TV-Film)

## Theater (Auswahl)
- 1980: Sooch halt wos (Dieter Augustin führt hier Regie) taS-Theater am Sozialamt, München

## Hörspiele (Auswahl)
- 1984: Hollywurst (WDR)
- 1984: Entbrüstung (WDR)
- 1984: Kiddepping (WDR)
- 1986: Zwei Morde hat das Jahr, 5. Folge: Im Mai ist das Leben manchmal vorbei (SWF/BR/WDR)
- 1988: Der königlich bayerische Amtsschimmel (BR)
- 1988: Muttertag (BR)